# Koninklijke Scheepswerf van Barcelona
De Koninklijke Scheepswerf van Barcelona (Catalaans: Drassanes Reials de Barcelona Spaans: Atarazanas Reales de Barcelona) is een scheepswerf en voormalig militair gotisch gebouw dat aan de Port Vell staat  in de haven van Barcelona. Tegenwoordig herbergt het het maritiem museum. De bouw begon in de 13e eeuw onder het bewind van Peter III van Aragon. Bij opgravingen in 2012 werd ontdekt dat in de late 16de eeuw een nieuw gebouw werd gebouwd boven op de oude middeleeuwse werf, waardoor het gebouw zijn huidige structuur heeft. Deze opgravingen legden ook een Romeinse begraafplaats bloot. De restauratie van de scheepswerven werd voltooid in het begin van 2013. Het museum werd heropend in 2014.

## Geschiedenis

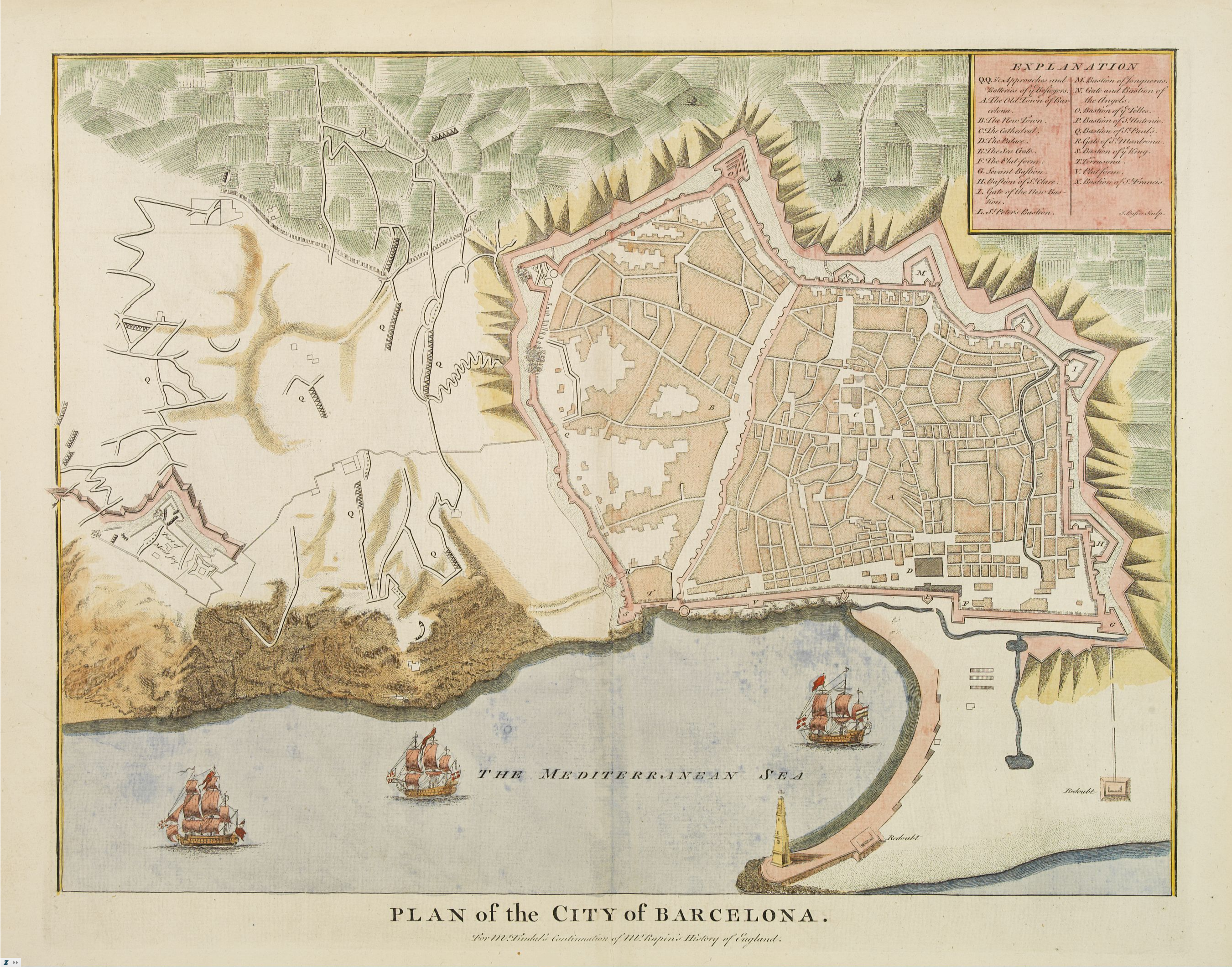
Barcelona c. 1700, met de werf in de linker benedenhoek van de stad

De bouw van de scheepswerven gebeurde in verschillende fasen, verspreid over meer dan vier eeuwen:
- 13e eeuw: Er wordt verwezen naar een oude scheepswerf in een document van 1241, toen Jacobus I van Aragón beval dat geen huis of structuur mocht worden gebouwd aan de kust tussen de stadsmuren en de "ataszana, in het westen".
- 13e eeuw: De bouwperiode begon met de Oorlog van de Siciliaanse Vespers. In 1285 gaf Peter III van Aragon opdracht tot de bouw van de scheepswerf, een rechthoekig fort zonder dak bestaande uit versterkte muren en vier torens, waarvan er twee nog steeds bestaan. De werf werd geopend naar het oosten.
- 14e eeuw: De eerste uitbreiding dateert uit 1328 tot 1390. De stadsmuren werden uitgebreid en omvatten de scheepswerf in de versterkte stad. Een dak werd toegevoegd om de slijtage van de galeien, die tijdens de winter werden opgeslagen, te voorkomen.
- 15e eeuw: De bouw begon in 1390 en duurde tot 1415. Een nieuw gebied, "Porxo Nou", werd toegevoegd aan het gebouw. Dit deel van de werf wordt ook wel "Pere IV" genoemd. Het gebied was bedoeld als een koninklijk paleis, maar het idee werd uiteindelijk verworpen. Uit opgraving blijkt dat alleen de fundamenten van het paleis werden gebouwd.
- 16e eeuw: Het middeleeuwse gebouw werd vervangen door een nieuwe werf een paar meter landinwaarts. De nieuwe scheepswerven bleven gotisch gebouwd worden, want het op dat moment hadden ze bewezen praktisch en betrouwbaar te zijn. Deze beslissing verwarde later vaak historici die het gebouw trachtten te dateren. De bouw van de haven van de stad, in de 15e eeuw, zorgde voor de bouw van de nieuwe scheepswerven en de verhuizing naar het binnenland. De nieuwe haven had de stroming veranderd en verplaatste de kustlijn naar het binnenland, waardoor het oude middeleeuwse gebouw onder hevig was aan ernstige overstromingen.
- 17e eeuw: In 1612 besloot de Catalaanse regering om drie schepen toe te voegen aan het gebouw. Naar aanleiding van de Catalaanse Opstand (1640-1652) versterkte de Spaanse regering de scheepswerf met een arsenaal en een kazerne.
- 18e eeuw: In 1725, werden nog twee barakken gebouwd, een voor de cavalerie en een voor de infanterie. Deze kazerne, werden gesloopt in 1935. De laatste grote aanpassing gebeurde tussen 1742 en 1749, toen de daken van de twee centrale beuken werden verbouwd tot één enkel schip, bekend als "Nau Central".

Vanaf het begin was het doel van de scheepswerf galeien voor de Aragonese Armada bouwen. De scheepswerf was ook een zeearsenaal dat werd gebruikt om galeien (en alle benodigdheden) op te slaan. Het arsenaal vervaardigde ook een groot deel van het materiaal, zowel de omzet en het touwwerk voor de schepen als wapens. Zeearsenalen moesten ook voedsel bereiden en eten opslaan.
Na de renovatie van 1381 had het gebouw acht beuken, 8.4m hoog en 8.4m breed. De schepen waren, ongeveer, 60 meter lang, bestaande uit 17 zuilen 77 cm breed en 6 meter hoog. Dankzij een schriftelijke verslag uit die tijd weten we dat er vier nieuwe opslagruimtes werden gebouwd. Natuursteen (Parement) van de nabijgelegen berg Montjuïc werd gebruikt voor de bouw, evenals zand van het nabijgelegen strand, hout uit Baix Ebre en Gavarres en touwen en tegels uit Valencia. Tijdens het bewind van Alfonso V van Aragon beleefde de scheepswerf zijn bloeiperiode. In 1423 werden twaalf galeien tegelijkertijd gebouwd. In 1571 werd de koninklijke galei van Juan van Oostenrijk, beter bekend als de Real, gebouwd op deze werf. Dit galei was het vlaggenschip in de Slag bij Lepanto. Er bevindt zich een reproductie van deze galei in het Maritiem Museum.

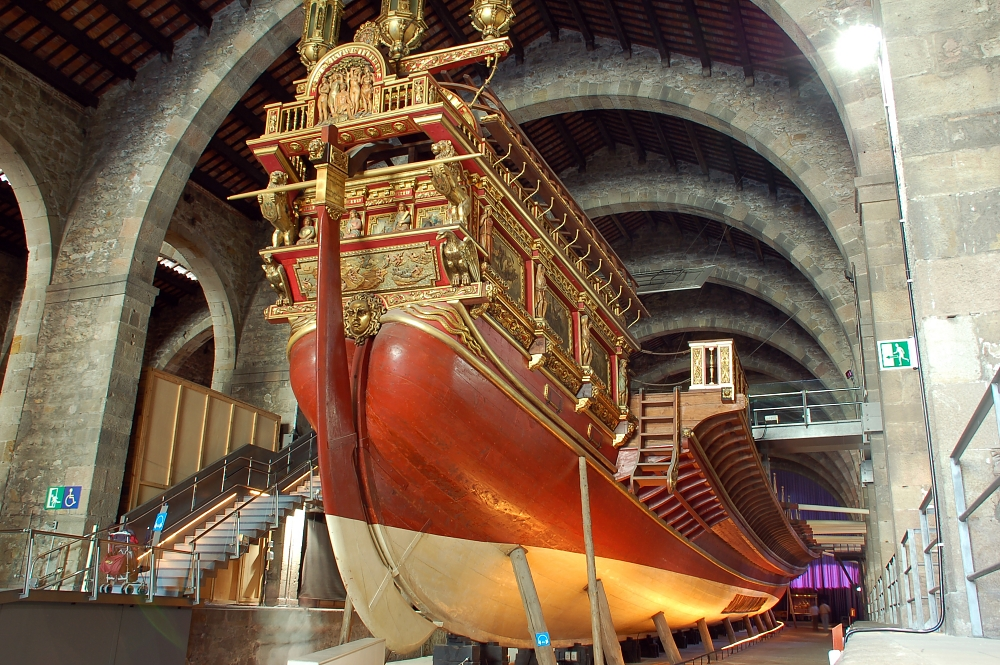
Reproductie van de koninklijke galei van Johannes van Oostenrijk in het Maritiem Museum (Barcelona)

In de 18e eeuw werd de scheepsbouw verplaatst naar de scheepswerf van Cartagena, en na de Spaanse Successieoorlog was de werf in gebruik als opslagplaats voor wapens van het Spaanse leger. Het gebouw werd gebruikt om wapens te bouwen, op te slaan en te herstellen. In 1935 werd het gebouw aan de stad Barcelona geschonken, die besloot om het te gebruiken als een maritiem museum dat werd geopend in 1941. Op 5 mei 1976 werd het gebouw uitgeroepen tot Culturele Site van nationaal belang.

## Metro
Het dichtstbijzijnde metrostation is Drassanes, dit is het Catalaanse woord voor scheepswerf, in de  lijn van het netwerk van de Barcelona Metro.